# Eastfield
Eastfield is een civil parish in het bestuurlijke gebied Scarborough, in het Engelse graafschap North Yorkshire met 5610 inwoners.